# Current Opinion in Infectious Diseases
Current Opinion in Infectious Diseases, abgekürzt Curr. Opin. Infect. Dis., ist eine wissenschaftliche Fachzeitschrift, die vom Lippincot Williams & Wilkins-Verlag veröffentlicht wird. Die erste Ausgabe erschien 1988. Derzeit erscheint die Zeitschrift zweimonatlich. Es werden Übersichtsarbeiten aus allen Bereichen der Infektiologie veröffentlicht.
Der Impact Factor lag im Jahr 2014 bei 5,006. Nach der Statistik des ISI Web of Knowledge wird das Journal mit diesem Impact Factor in der Kategorie Infektionskrankheiten an zehnter Stelle von 78 Zeitschriften geführt.
Chefherausgeber sind Thomas Patterson (University of Sheffield, Vereinigtes Königreich) und Robert C. Read (University of Texas at San Antonio, Vereinigte Staaten).